# 11e division d'infanterie (Inde)
Pour les articles homonymes, voir 11e division.
La 11e division d'infanterie indienne est une division d'infanterie indienne de l'armée britannique créée pendant la Seconde Guerre mondiale, elle fait actuellement partie du XXIe corps du Commandement sud. La division faisait partie du IIIe corps indien du commandement de la Malaisie pendant l'invasion de la Malaisie.

## Histoire

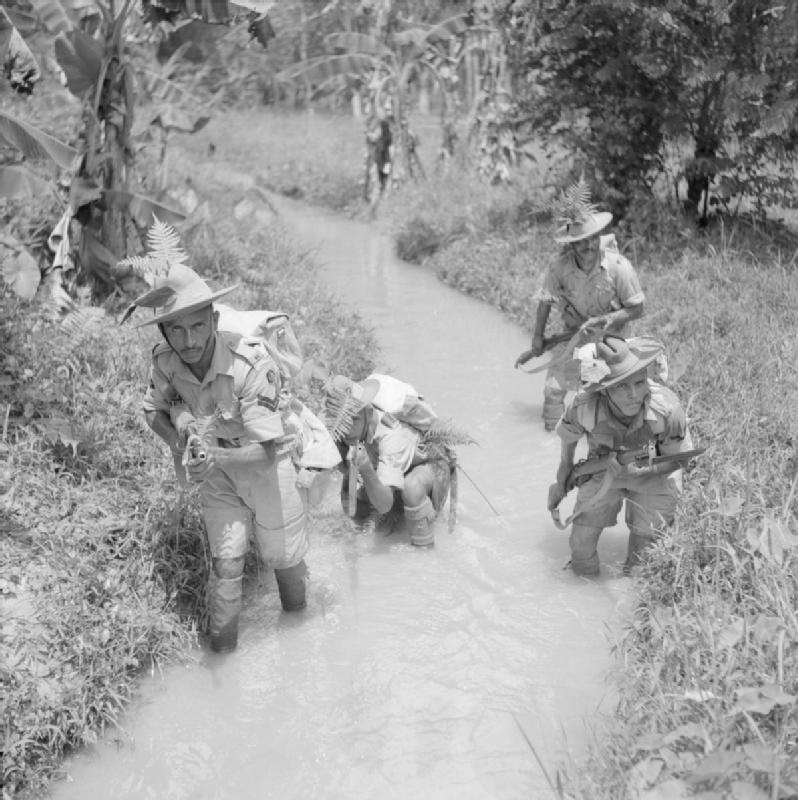
Les hommes du 2 / 9e régiment de fusiliers gorkhas s'entraînent dans la jungle malaise, octobre 1941.

Il était à l'origine commandé par le major-général David Murray-Lyon (en) jusqu'au 24 décembre 1941. Sous son commandement, la 11e division indienne fut vaincue à la bataille de Jitra et subit certaines de ses pires pertes lors de la retraite de Jitra et à la bataille de Gurun.
Murray-Lyon a été renvoyé par le lieutenant général Arthur Percival et remplacé par le brigadier Archibald Paris (en), puis par le major général Billy Key (en). Cette division a subi de telles pertes pendant les premières étapes de la campagne, que le 1er Leicesters et le 2e East Surreys ont été forcés de fusionner, devenant le British Battalion. Le 1 / 8e Punjab et le 2 / 9e Jats ont également fusionné, devenant le Bataillon Jat-Punjab. Les 6e et 15e brigades d'infanterie ont également été fusionnées pour devenir la 6e et 15e brigade d'infanterie indienne.
Après la bataille de Jitra, la 11e division, sous le commandement du major-général Paris, infligea de lourdes pertes aux Japonais lors de la bataille de Kampar, mais fut presque complètement détruite lors de la bataille de Slim River. La division a été réformée à Singapour avec les restes de la 9e division indienne.
La 11e division indienne se rendit aux Japonais le 15 février 1942, avec environ 130 000 autres soldats britanniques et du Commonwealth, lorsque Singapour capitula.

## Formation

### 6ebrigade d'infanterie indienne
Brigadier William Oswald Lay
- 1er Bataillon, 8e Régiment Punjab - Lieut. Col. R. C. S. Bates
- 2e Bataillon, East Surrey Regiment - Lieut. Col. G. E. Swinton MC
- 2e Bataillon, 16e Régiment Punjab - Lieut. Col. Henry Sloane Larkin[1]

### 15ebrigade d'infanterie indienne
Brigadier  KA Garrett / W. St. John Carpendale
- 1er Bataillon, Leicestershire Regiment - Lieut. Col. Esmond Morrison (commanda plus tard le British Battalion)
- 1er Bataillon, 14e Régiment Punjab - Lieut. Col. James Fitzpatrick (blessé à Asun)
- 2e Bataillon, 9e Jat Regiment - Lieut. Col. Testeur Charles Knowler[2]

### 28ebrigade d'infanterie indienne
Brigadier W. St. John Carpendale / Ray Selby
- 2e bataillon, 1er régiment de fusiliers gorkhas - Lieut. Col. Jack Fulton (mort de ses blessures en tant que prisonnier de guerre)
- 2e bataillon, 2e régiment de fusiliers gorkhas - Lieut. Col. G. H. D. Woollcombe
- 2e bataillon, 9e régiment de fusiliers gorkhas - Lieut. Col. W. R. (Ray) Selby [3]

### Unités de soutien
- 3e cavalerie - Lieut. Col. C. P. G. De Winton
- 1er Bataillon, Infanterie Bahawalpur, Indian State Forces - Lieut. Col. H. E. Tyrell
- 137e Régiment de campagne - Lieut. Col. Royal Artillery Charles Holmes (RA) (24 x 25 pdrs)
- 155e Régiment de campagne (Lanarkshire Yeomanry), Royal Artillery - Lieut. Col. Augustus Murdoch (16 x Obusiers de 4,5 pouces)
- 22e régiment de montagne - Lieut. Col. Indian Artillery G. L. Hughes (IA) (12 x Obusiers 3,7 pouces)
- 80e Régiment antichar RA - Lieut. Col. W. E. S. Napier (48 x 2pdrs / 47 mm Breda)
- 3e Field Company, Indian Engineers (IE)
- 17e Field Company IE
- 23e Compagnie de Terrain IE
- 46e Compagnie des troupes de l'armée IE
- 43e Field Park Company IE[4]

## Brigades affectées
Toutes ces brigades ont été affectées ou attachées à la division à un moment donné pendant la Seconde Guerre mondiale
- 8e brigade d'infanterie indienne
- 12e brigade d'infanterie indienne
- 27e brigade d'infanterie australienne
- 53e brigade d'infanterie britannique[4]